# Музей історії села Вахнівка

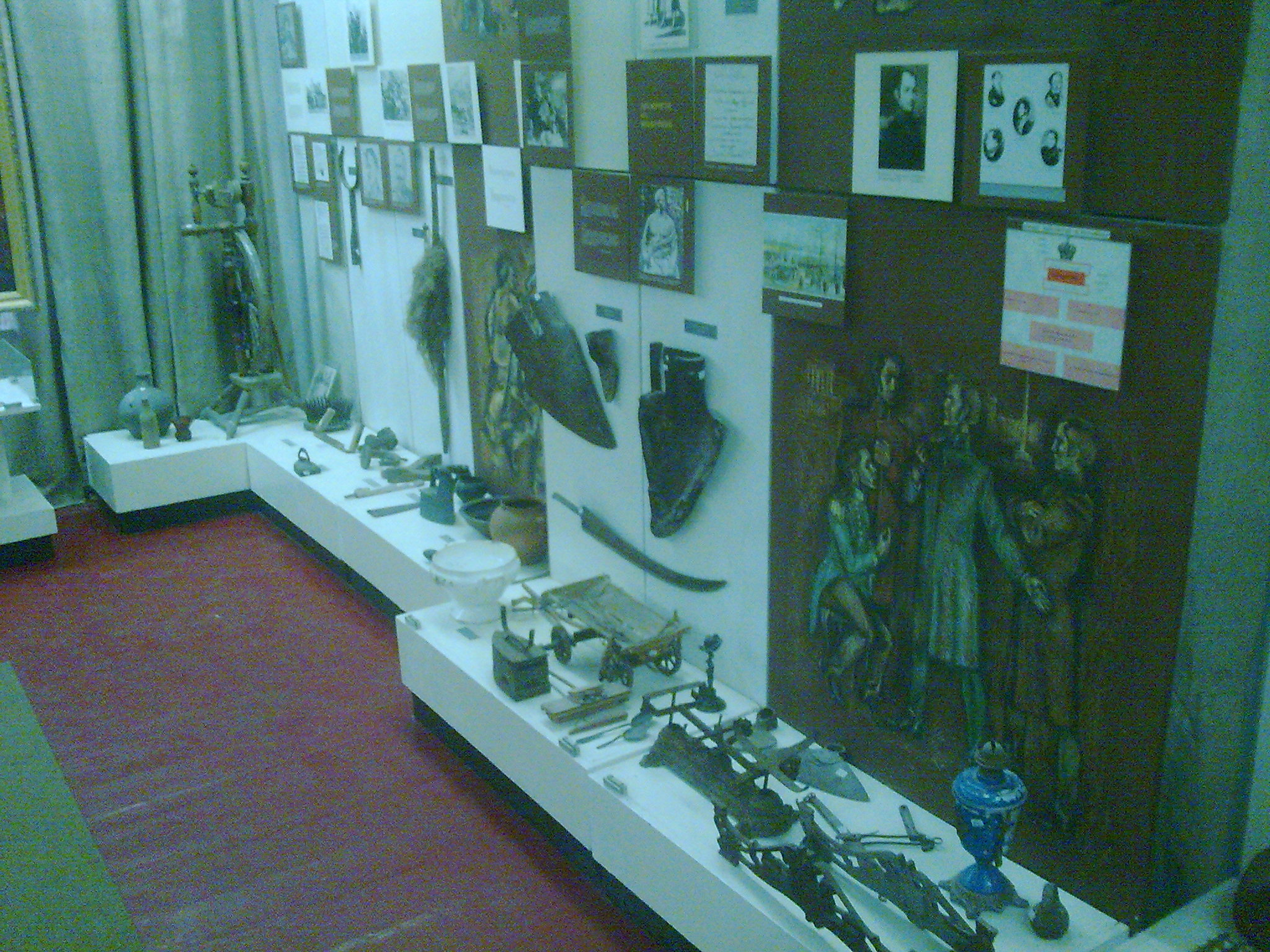
Експонати в музеї

Вахнівський краєзнавчий музей (Музей історії села Вахнівка) — музей у с. Вахнівка Липовецького району Вінницької області. Музей створений за рішенням і на кошти місцевого колгоспу «Росія» в 1981 р. Ініціатором і його організатором був учитель історії місцевої школи Олександр Павлович Гук, який приїхав у 1955 році у Вахнівку підіймати відстале господарство. За роки його головування у місцевому колгоспі «Росія» було значно розвинено господарство села, побудовано клуб, школу, дитсадок, різні господарські приміщення. На початку 1980-х років у центрі Вахнівки збудували двоповерхову контору колгоспу, проте його голова В.П. Дармограй зробив подарунок місцевому ентузіасту та всім любителям історії, подарувавши майбутньому музеєві це приміщення. Музей відкрили у 1985 році на честь 40-річчя свята Перемоги.
Фонд музею налічує понад 1 000 експонатів. Щороку музей відвідує понад 1 500 осіб.
У експозиції музею є зразки корисних копалин, оригінальні предмети народного побуту кінця XIX-ХХ ст., матеріали про відомих мешканців села. Крім того, поруч з приміщенням музею встановлені зразки  військової техніки: протитанкова 76 мм гармата, ракетна установка БМ-13 («Катюша»), самоходка ІСУ-152 мм («Звіробій»).
На базі музею діє гурток «Пошук» для учнів 9-11 класів місцевої школи. Проводяться районні методичні сесії вчителів з краєзнавства. 